# Deropeltis gracilis
Deropeltis gracilis är en kackerlacksart som först beskrevs av Hermann Burmeister 1838.  Deropeltis gracilis ingår i släktet Deropeltis och familjen storkackerlackor. Inga underarter finns listade i Catalogue of Life.